# Аллешер, Андреас
Андреас Аллешер (нем. Andreas Allescher; 1828—1903) — немецкий миколог.

## Биография
Андреас Аллешер родился 6 июня 1828 года в немецком городе Мюнхен. На протяжении 4 лет учился в местной средней школе, однако затем поступил в учительскую семинарию во Фрайзинге. После окончания семинарии Аллешер стал работать учителем в муниципалитете Энгедай района Берхтесгаден. Там он заинтересовался биологией, в частности, ботаникой и микологией. Там же Аллешер начал собирать гербарные образцы большей частью низших растений и мхов. В 1862 году Андреас вернулся в Мюнхен, где познакомился со многими специалистами по ботанике и микологии того времени. В 1872 году он стал преподавать биологию в Королевской учительской семинарии. В возрасте 70 лет Аллешер ушёл на пенсию. Он стал работать над книгой Рабенхорста Fungi imperfecti, посвящённой несовершенным грибам Германии, Австрии и Швейцарии. Андреас Аллешер скончался 10 апреля 1903 года в Мюнхене от инсульта.

## Некоторые научные работы
- Fungi imperfecti // Kryptogamen-Flora. — 2. — 1898—1903. — Vol. 1. — 1016 p.
- Allescher, A. Verzeichniss in Südbayern beobachteter Pilze. Ein Beitrag zur Kenntnis der Bayerischen Pilzflora. II. Nachtrag zu den Basidiomyceten und I. Nachtrag zu den Gymnoasceen und Pyrenomyceten (нем.) // Berichte des Botanischen Vereins in Landshut : magazin. — 1889. — Bd. 11. — S. 1—66.
- Allescher, A. Verzeichniss in Südbayern beobachteter Pilze. Ein Beitrag zur Kenntnis der Bayerischen Pilzflora. III. Abth. Sphaeropsideen, Melanconieen und Hyphomyceten (нем.) // Berichte des Botanischen Vereins in Landshut : magazin. — 1892. — Bd. 12. — S. 1—136.

## Грибы, названные в честь А. Аллешера
- Allescheria Sacc. & P.Syd., 1899
- Allescheria R.Hartig, 1899, nom. illeg. [syn.  Meria Vuill., 1896]
- Allescheriella Henn., 1897
- Allescherina Berl., 1902 [syn.  Cryptovalsa Ces. & De Not. ex Fuckel, 1870]
- Agaricus allescheri Britzelm., 1893
- Corticium allescheri Bres., 1898
- Cryptomela allescheri Schnabl, 1892 [syn.  Leptomelanconium allescheri (Schnabl) Petr., 1963]
- Dothiorella allescheri Oudem., 1902
- Fusarium allescheri Sacc. & P.Syd., 1899, nom. nov.
- Fusarium allescherianum Henn., 1898
- Gloeosporium allescheri Bres., 1891
- Lophiostoma allescheri Sacc., 1891, nom. nov.
- Phoma allescheri Sacc. & P.Syd., 1899, nom. nov.
- Phoma allescheriana Henn., 1898
- Phyllosticta allescheri P.Syd., 1897 [syn.  Asteromella allescheri (P.Syd.) Aa, 2002]
- Phyllosticta allescheriana Elenkin & Ohl, 1912
- Pleospora allescheri Sacc. & P.Syd., 1899, nom. nov.
- Septoria allescheri Dietel & P.Syd., 1899
- Sphaerella allescheri Sacc., 1891, nom. nov.
- Sporotrichum allescheri Sacc. & P.Syd., 1899, nom. nov.